# Tremophora alopex
Tremophora alopex är en fjärilsart som beskrevs av Diakonoff 1953. Tremophora alopex ingår i släktet Tremophora och familjen vecklare. Inga underarter finns listade i Catalogue of Life.